# Майкл Клуе
Майкл Клуе (англ. Michael Klueh, 15 березня 1987) — американський плавець.
Чемпіон світу з плавання на короткій воді 2012, 2014 років.
Призер Панамериканських ігор 2015 року.
Переможець літньої Універсіади 2007, 2011 років, призер 2005 року.